# Nordvision

Länder mit Mitgliedern und assoziierten Mitgliedern im Zusammenschluss der Nordvision

Nordvision (NV) ist ein im Jahr 1959 gegründeter Zusammenschluss der öffentlich-rechtlichen Rundfunkanstalten in den nordischen Ländern. Das Sekretariat befindet sich seit 2006 im Gebäudekomplex DR Byen, dem Hauptsitz des dänischen Rundfunks in Kopenhagen.
Die Mitglieder arbeiten darauf hin, den Rundfunk durch Gemeinschaftsproduktionen, Programmaustausch und fachlicher und strategischer Zusammenarbeit zu stärken. Jedes Jahr werden so etwa 3600 Programme unter den Mitgliedsanstalten ausgetauscht, viele davon gratis. Die meisten der eingetauschten Sendungen werden mit Untertitel ausgestrahlt.

## Mitglieder der Nordvision
Zu dem Zusammenschluss gehören folgende staatliche Rundfunkanstalten:
- DR (ehemals Danmarks Radio; „Dänemarks Radio“, seit 1959 Mitglied)
- Sveriges Television (kurz SVT; „Schwedens Fernsehen“, seit 1959 Mitglied)
- Norsk rikskringkasting (kurz NRK; „Norwegischer Reichsrundfunk“, seit 1959 Mitglied)
- Yleisradio Oy (kurz YLE; „Rundfunk“ in Finnland, seit 1959 Mitglied)
- Ríkisútvarpið (kurz RÚV; „Staatsrundfunk“ in Island, seit 1966 Mitglied)

Assoziierte Mitglieder sind:
- Sveriges Radio (kurz SR; „Schwedens Radio“)
- Sveriges Utbildningsradio AB (kurz UR; „Schwedens Ausbildungsradio“)
- Kringvarp Føroya (kurz KVF; „Rundfunk der Färöer“, seit 1985 Assoziiertes Mitglied)
- Kalaallit Nunaata Radioa (kurz KNR; „Grönlands Radio“, seit 1997 Assoziiertes Mitglied)

## Bekannte Co-Produktionen
Zu den bekanntesten gemeinschaftlich finanzierten Sendungen der Nordvision zählen unter anderem:
- Kontrapunkt (Musikquiz von 1966 bis 1991)
- Fleksnes (norwegische TV-Comedyserie von 1972 bis 2002)
- Die Leute von Korsbaek (dänische Fernsehserie von 1978 bis 1981)
- Fanny und Alexander (Originaltitel: Fanny och Alexander, schwedischer Spielfilm von 1982)
- Den goda viljan (schwedisches Fernsehspiel von 1990 und Fernsehserie von 1991)
- Hospital der Geister (Originaltitel: Riget, dänische Miniserie von 1994 und 1997)
- Sofies Welt (Originaltitel: Sofies verden, norwegischer Abenteuerfilm von 1999)
- Krøniken (dänische Dramaserie von 2002 bis 2006)
- MGP Nordic (Melodi Grand Prix Nordic, Song-Wettbewerb für Kinder)
- Der Adler – Die Spur des Verbrechens (Originaltitel: Ørnen, Krimiserie von 2004 bis 2006)
- Kommissarin Lund – Das Verbrechen (Originaltitel: Forbrydelsen, dänische TV-Krimiserie 2007 bis 2012)

## Vorsitzende der Nordvision
Seit 1970 wird von den Rundfunkleitern ein Vorsitzender für die Nordvision auf die Dauer von drei Jahren ernannt:
| Vorsitzender        | Periode   | Rundfunkanstalt              |
| ------------------- | --------- | ---------------------------- |
| Otto Nes            | 1970–1972 | Norsk rikskringkasting (NRK) |
| Håkan Unsgaard      | 1973–1976 | Sveriges Television (SVT)    |
| Sakari Kiuru        | 1976–1979 | Yleisradio (YLE)             |
| Sam Nilsson         | 1979–1981 | Sveriges Television (SVT)    |
| Arne Wessberg       | 1981–1984 | Yleisradio (YLE)             |
| Hans Jørgen Jensen  | 1984–1985 | Danmarks Radio (DR)          |
| Henrik Antonsen     | 1985–1988 | Danmarks Radio (DR)          |
| Petur Gudfinnsson   | 1988–1991 | Ríkisútvarpið (RÚV)          |
| Ingvar Bengtsson    | 1991–1994 | Sveriges Television (SVT)    |
| Kent Nilssen        | 1994–1997 | Norsk rikskringkasting (NRK) |
| Astrid Gartz        | 1997–2000 | Yleisradio (YLE)             |
| Bjørn Erichsen      | 2000–2001 | Danmarks Radio (DR)          |
| Hans Tore Bjerkaas  | 2002–2002 | Norsk rikskringkasting (NRK) |
| Leif Jakobsson      | 2003–2005 | Sveriges Television (SVT)    |
| Gunilla Ohls        | 2006–2008 | Yleisradio (YLE)             |
| Annika Biørnstad    | 2009–2011 | Norsk rikskringkasting (NRK) |
| Annie Wegelius      | 2012–2014 | Sveriges Television (SVT)    |
| Lena Glaser         | 2014–2015 | Sveriges Television (SVT)    |
| Marit af Björkesten | 2016–2018 | Yleisradio (YLE)             |
| Øyvind Lund         | 2018–2020 | Norsk rikskringkasting (NRK) |

## Nordvisions-Sekretariat (NVS)
Seit dem 1. Januar 1971 besteht zusätzlich ein festes Nordvisions-Sekretariat (kurz NVS).
| Sekretariat         | Periode   | Rundfunkanstalt              |
| ------------------- | --------- | ---------------------------- |
| Nils-Börje Stormbom | 1971–1975 | Yleisradio (YLE)             |
| Bendix Madsen       | 1976–1985 | Danmarks Radio (DR)          |
| Hans Åke Mathiasson | 1986–1995 | Sveriges Television (SVT)    |
| Steffen Johanssen   | 1996–2006 | Norsk rikskringkasting (NRK) |
| Henrik Hartmann     | seit 2006 | Danmarks Radio (DR)          |